# Acrophonus humeralis
Acrophonus humeralis är en insektsart som beskrevs av Bolívar, I. 1910. Acrophonus humeralis ingår i släktet Acrophonus och familjen syrsor. Inga underarter finns listade i Catalogue of Life.